# Жак II де Гойон
Жак II де Гойон (*Jacques II de Goyon de Matignon; 26 вересня 1525, Лонре —†27 липня 1598, Леспарр-Медок) — французький аристократ, політичний та військовий діяч часів Релігійних війн.

## Життєпис
Походив з впливового аристократичного роду. Син Жака I де Гойона, графа Матіньйона, графа Торіньї, князя Мортань, та Ганни де Сюлі. Обрав для себе військову кар'єру. Вперше відзначився у 1552 році під час захоплення Меца, Туля й Вердена. У 1557 році брав участь у битві при Сен-Квентині, де потрапив у полон.
У 1559 році за ініціативи Катерини Медічі її син король Франциск II призначає Жака генерал-лейтенантом Нижньої Нормандії. у 1561 році стає губернатором Алансона. Багато зробив для зміцнення королівської влади. У 1563 році розбив при Фалезі англійських найманців, що йшли на допомогу гугенотам. У 1569 році хоробро бився при Жарнаку і Монкотурі. У 1572 році під час Варфоломійської ночі виконав королівській наказ й не допустив винищення незнатних протестантів у Сен-Ло й Алансоні.
У 1574 році розбиває у Гаврі, захполює у полон й страчує за наказом короля Габріеля Монтгомері, одного з капітанів гугенотів й мимовільного вбивцю короля Генріха II. У 1578 році стає кавалером Ордену Святого Духа. У 1579 році здобуває звання маршала. У 1584 році, будучи губернатором Гієни, намагається зміцнити королівську владу і заспокоїти провінцію. У 1585 році стає мером Бордо. на цій посаді пробув до 1598 року. У 1586 та 1587 роках завдає рішучих поразок арміям гугенотів.
Після оголошення Генріха Наваррського королем переходить на його бік й воює на півдні Франції проти Ліги на чолі з Гізами. Помер 27 липня 1598 року.

## Родина
Дружина — Франсуаза де Дейлон, донька жана де Дейлон, графа де Люд, губернатора Пуату й сенешаля Руерга
Діти:
- Оде (1559—1595)
- Ланселот (д/н—1588)
- Шарль (1564—1648), граф Торіньї, граф Матіньйон
- Жилона (д/н—1641), фаворитка та коханка Маргарити Валуа
- Ганна